# Zhong Man
Zhong Man (Nantong, 28 de fevereiro de 1983) é um esgrimista profissional chinês, campeão olímpico.
Zhong Man representou seu país nos Jogos Olímpicos de Verão de 2008 e 2012. Conquistou a medalha de ouro no sabre individual em 2008.